# Christelle Cornil
Pour les articles homonymes, voir Cornil (homonymie).
Christelle Cornil, née le 28 août 1977 à Bruxelles, est une actrice belge.

## Biographie
Entre 1996 et 1997, Christelle Cornil suit une formation comprenant l'interprétation, l'acrobatie, le chant, la danse, la déclamation et l'escrime à l'Institut des arts de diffusion. Elle étudie ensuite, de 1997 et 2000, au Conservatoire royal de Mons, où elle décroche le premier prix de déclamation. Enfin, elle suit une formation de comédienne au Conservatoire royal de Bruxelles où elle a obtenu le premier prix d'art dramatique en 2001.
Elle est présente occasionnellement à la télévision pour les publicités de l'opérateur téléphonique Orange, de CIC Banques & Assurances et de Beldonor (campagne pour le don d'organes).

## Filmographie

### Cinéma

#### Longs métrages

##### Années 2000
- 2000 : Le Vélo de Ghislain Lambert de Philippe Harel : Babette
- 2006 : Comme tout le monde de Pierre-Paul Renders : Sandrine
- 2007 : Cowboy de Benoît Mariage : la puéricultrice
- 2008 : La Guerre des miss de Patrice Leconte : la deuxième candidate
- 2009 : Julie et Julia de Nora Ephron : la femme du boulanger
- 2009 : Menteur de Tom Geens : Anne
- 2009 : Mr Nobody de Jaco Van Dormael : une infirmière
- 2009 : My Queen Karo de Dorothée Van Den Berghe : Anne Clare
- 2009 : OSS 117 : Rio ne répond plus de Michel Hazanavicius : Mlle Ledentu
- 2009 : Sœur Sourire de Stijn Coninx : sœur Christine

##### Années 2010
- 2010 : Illégal d'Olivier Masset-Depasse : Lieve
- 2010 : La Rafle de Roselyne Bosch : Jacqueline
- 2010 : Les Meilleurs Amis du monde de Julien Rambaldi : la collègue de Mathilde
- 2010 : Sans laisser de traces de Grégoire Vigneron : Laurence
- 2011 : Au cul du loup de Pierre Duculot : Christina
- 2011 : Let My People Go! de Mikael Buch : Léa
- 2011 : Elles de Małgorzata Szumowska[réf. nécessaire]
- 2012 : Couleur de peau : miel de Laurent Boileau et Jung : la mère adoptive de Jung
- 2012 : Histoire belge de Myriam Donnasice : infirmière
- 2012 : Mr. Morgan's Last Love de Sandra Nettelbeck : la boulangère
- 2012 : Sur la piste du Marsupilami d'Alain Chabat : cameraman de Dan
- 2013 : Landes de François-Xavier Vives : Juliette
- 2013 : Les Conquérants de Xabi Molia : Agnès
- 2013 : De toutes nos forces de Nils Tavernier : Isabelle
- 2014 : Mea culpa de Fred Cavayé : la contrôleuse du TGV
- 2014 : Une promesse (A promise) de Patrice Leconte : l'employée des postes
- 2014 : Deux jours, une nuit des frères Dardenne : Anne
- 2014 : Johnny Walker de Kris De Meester : Marie
- 2014 : Jacques a vu de Xavier Diskeuve : Lara
- 2015 : Le Grand Partage d'Alexandra Leclère : Gaëlle
- 2016 : Au nom de ma fille de Vincent Garenq : Cécile
- 2016 : Les Visiteurs : La Révolution de Jean-Marie Poiré : Simone Marat
- 2016 : Vendeur de Sylvain Desclous : la cliente retorse
- 2016 : La Fille inconnue des frères Dardenne : la mère de Bryan
- 2016 : Rupture pour tous d'Éric Capitaine : Olivia

##### Années 2020
- 2021 : OSS 117 : Alerte rouge en Afrique noire de Nicolas Bedos : Josie Ledentu
- 2022 :  Vous n'aurez pas ma haine de Kilian Riedhof : Julie
- 2025 : Jeunes Mères de Jean-Pierre et Luc Dardenne : Nathalie

#### Courts métrages
- 2002 : Toggeli de Jara Malevez
- 2003 : Mon cousin Jacques de Xavier Diskeuve : Angèle
- 2005 : Dormir au chaud de Pierre Duculot : Sandrine
- 2005 : Révolution de Xavier Diskeuve : Liliane
- 2006 : En pays éloigné de Vero Cratzborn : Martine
- 2006 : Le Sens de l'orientation de Damien Collet : Sophie
- 2007 : Cuisine américaine de Christophe Perie : la femme
- 2007 : Dernier voyage de Pierre Duculot : la belle-fille
- 2007 : Et toi, ça va ? de Brieuc de Goussencourt
- 2007 : Saint-Émilion de Xavier Pique
- 2007 : Stencil de Dominique Laroche
- 2008 : Annabelle d'Agathe Cury
- 2008 : Légende de Jean l'Inversé de Philippe Lamensch
- 2009 : À peine de Damien Collet : Laura
- 2009 : La Sortie de Joël Franka
- 2012 : Le Monde à l'envers de Sylvain Desclous : la Morano
- 2014 : Les Pécheresses de Gerlando Infuso
- 2016 : Lanceur d'Alerte, du collectif Les Parasites

### Télévision
- 1997 : La Basse-cour de Christiane Lehérissey :  Élisabeth Bartoletti
- 2002 : Caméra Café, épisode Étrennes : Yvonne
- 2002 : Maigret, épisode La maison de Félicie de Christian de Chalonge : Léontine
- 2003 : PJ (épisode Forcené) de Gérard Vergez
- 2004 : Avocats et Associés (série télévisée) de Christophe Barraud
- 2005 : Rosalie s'en va de Jean-Dominique de La Rochefoucauld : Liliane
- 2008 : À tort ou à raison, épisode L'affaire Leila de Pierre Joassin et Alain Brunard : la puéricultrice
- 2010 : Contes et nouvelles du XIXe siècle, épisode Le mariage de Chiffon de Jean-Daniel Verhaeghe : Adèle de Liron
- 2011 : Bas les cœurs de Robin Davis : Catherine
- 2014 : Résistance de Miguel Courtois : Sylvette
- 2014 : Esprits de famille de Jean-Marc Vervoort et Fabrice Couchart : Jenny
- 2015 : Presque comme les autres de Renaud Bertrand : Virginie
- 2016 : Le Mari de mon mari de Charles Nemes : Sophie
- 2017 : Manon 20 ans (mini-série) de Jean-Xavier de Lestrade : Mme Vidal
- 2017 : Je voulais juste rentrer chez moi d'Yves Rénier : Juge Agnès Fauvel
- 2018 : Mike (série télévisée) : Ludovine Perrin
- 2019 : Le juge est une femme, épisode Mauvaises Ondes : Dr. Sylvie Bellegarde
- 2019 : Illégitime de Renaud Bertrand : Le procureur
- 2019 : Osmosis (série télévisée) : Cécile Larsen
- 2019 : L'Effondrement (série télévisée) : Marianne
- 2020 : L'Agent immobilier (mini-série) d' Etgar Keret et Shira Geffen : Clotilde (adulte)
- 2020 : Moloch (mini-série) d'Arnaud Malherbe : Carole
- 2020 : Invisible : Brigitte Roelants
- 2021 : HPI de Vincent Jamain et Laurent Tuel : Camille Duez
- 2021 : Mauvaises graines de Thierry Petit : Sabine Faucher
- 2024 : Murder Club de Renaud Bertrand : Estelle

## Distinctions

### Récompenses
- Magritte 2011 : Meilleure actrice dans un second rôle pour Illégal

### Nominations
- Magritte 2013 : Meilleure actrice pour Au cul du loup
- Magritte 2014 : Meilleure actrice dans un second rôle pour Landes
- Magritte 2015 : Meilleure actrice dans un second rôle pour Deux jours, une nuit